# 约翰内斯·亚伯拉罕·百灵斯·德·哈恩

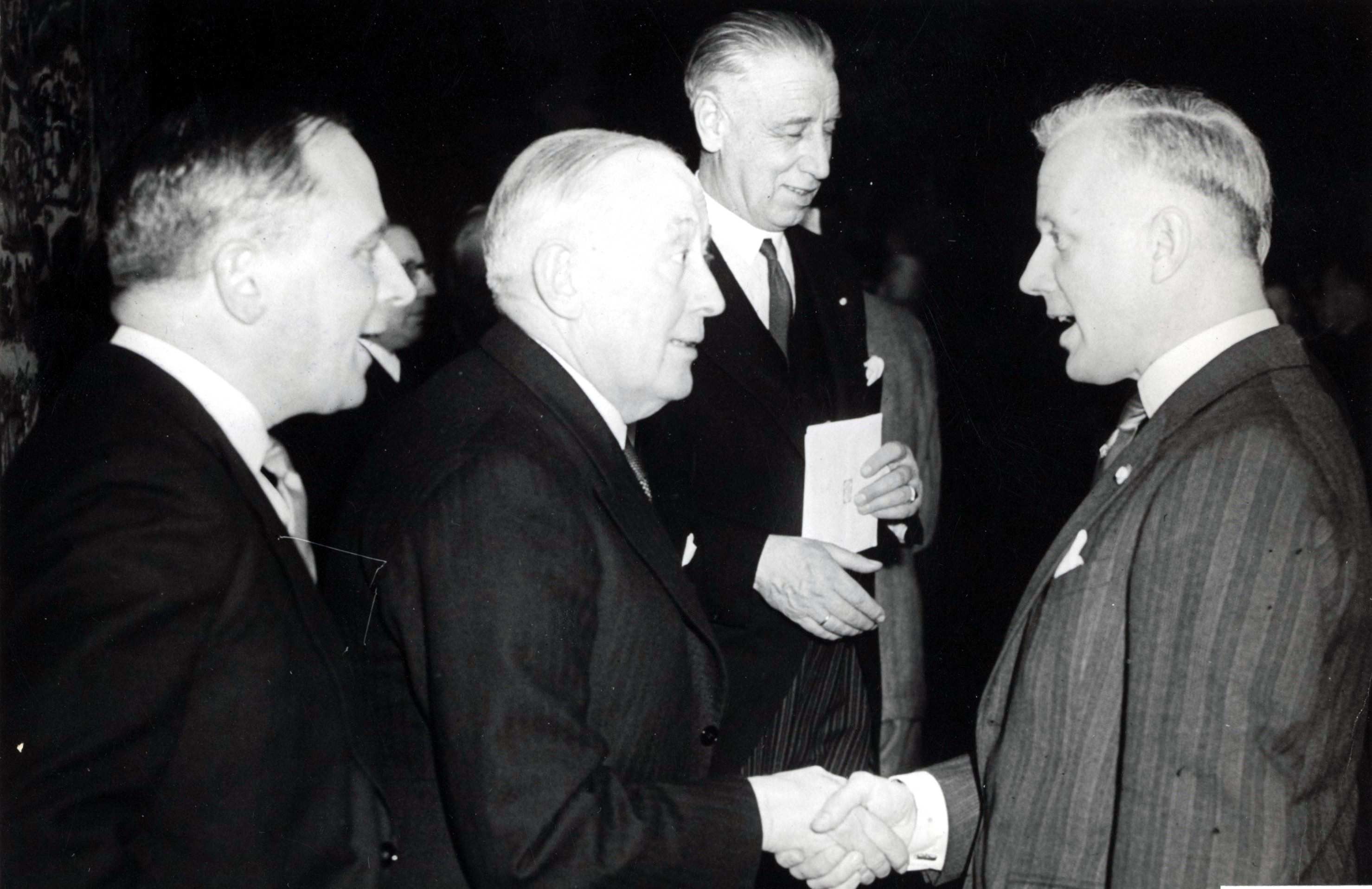
约翰内斯·亚伯拉罕·百灵斯·德·哈恩 (1951)

约翰内斯·亚伯拉罕·百灵斯·德·哈恩（荷蘭語：Johan(nes) Abraham Bierens de Haan，1883年3月17日—1958年6月13日）荷兰生物学家和动物行为学學者，為荷蘭最早進行動物行為研究的學者。

## 生平
生于荷兰哈勒姆，先後曾在阿姆斯特丹、維也納、日內瓦從事生物學的研究，1924年開始阿姆斯特丹大學任教，成為該校第一位動物行為學領域的教授。在荷蘭期間主要利用阿姆斯特丹的Artis動物園進行行為觀察的研究，在1927年至1939年期間大量發表了動物行為的研究論文，1938年更因此成為荷蘭皇家藝術與科學學院會員。卒于意大利锡耶纳。